# Ивайков, Пётр Иванович
Пётр Ива́нович Ивайко́в (8 декабря 1906, Чихайдарово, Царевококшайский уезд, Казанская губерния, Российская империя ― 16 декабря 1976, Йошкар-Ола, Марийская АССР, РСФСР, СССР) ― советский врач-психоневролог и организатор здравоохранения. Главный врач Пензенской психоневрологической больницы (1950―1963). Основатель психоневрологической службы в Марий Эл: заместитель министра здравоохранения Марийской АССР (1948―1950), главный врач Республиканского психоневрологического диспансера МАССР (1963―1976). Заслуженный врач РСФСР. Участник Великой Отечественной войны и советско-японской войны. Член ВКП(б) с 1943 года.

## Биография
Родился 8 декабря 1906 года в деревне Чихайдарово Царевококшайского уезда Казанской губернии (ныне ― г. Йошкар-Ола Марий Эл) в семье марийского крестьянина-бедняка, ставшего милиционером. 
В 1914—1918 годах учился в начальной школе в с. Шойбулак Царевококшайского уезда, в 1918 году поступил в единую трудовую школу в г. Царевококшайске (ныне ― средняя школа № 2 г. Йошкар-Олы), в 1920 году — на подготовительное отделение педагогических курсов, затем ― в Краснококшайский педагогический техникум. По окончании педтехникума в 1926 году работал учителем в одной из школ Краснококшайска.
В 1932 году экстерном окончил Казанский медицинский институт. Затем был направлен на учёбу в Центральный институт усовершенствования врачей в Москве. В 1932―1935 годах ― заместитель заведующего отделом здравоохранения Марийской автономной области. В 1935―1938 годах ― директор фельдшерско-акушерской школы в Йошкар-Оле.
В 1938 году подвергся репрессиям: 15 июля был арестован, приговорён к 5 месяцам 24 дням предварительного заключения. 
В 1938―1941 годах ― главный врач Йошкар-Олинской городской больницы.
В августе 1941 года призван в Красную армию. Участник Великой Отечественной войны: начальник санитарной службы 107-го полка НКВД по охране железных дорог на Дальневосточном фронте; с 1943 года ― парторг Управления полка, председатель офицерского суда чести, майор медицинской службы. В 1943 году вступил в ВКП(б). Демобилизован с военно-медицинской службы в январе 1947 года.
В 1947―1948 годах ― вновь директор фельдшерско-акушерской школы в Йошкар-Оле. С 1948 года ― заместитель министра здравоохранения Марийской АССР, одновременно консультант-психоневролог в санчасти Министерства государственной безопасности МАССР.
В 1950 году переехал в Пензу: заведующий областным здравотделом, главный врач городской психоневрологической больницы.
В 1963―1976 годах ― главный врач Республиканского психоневрологического диспансера. Считается основателем психоневрологической службы в Марий Эл. Является автором свыше 50 статей, 10 книг и брошюр. 
За заслуги в области здравоохранения ему присвоено почётное звание «Заслуженный врач РСФСР». Награждён орденом Трудового Красного Знамени, медалями и Почётной грамотой Президиума Верховного Совета Марийской АССР.
Ушёл из жизни 16 декабря 1976 года в Йошкар-Оле, похоронен там же.

## Звания и награды

### Трудовые
- Заслуженный врач РСФСР[1][2]
- Орден Трудового Красного Знамени (1965)[1][2]
- Медаль «За доблестный труд. В ознаменование 100-летия со дня рождения Владимира Ильича Ленина» (1970)
- Почётная грамота Президиума Верховного Совета Марийской АССР (1976)[1][2]

### Военные
- Медаль «За победу над Германией в Великой Отечественной войне 1941—1945 гг.»[3][6]
- Медаль «За победу над Японией»[3][6]
- Медаль «Двадцать лет Победы в Великой Отечественной войне 1941—1945 гг.»[3][6]